# 존 메이너드 스미스

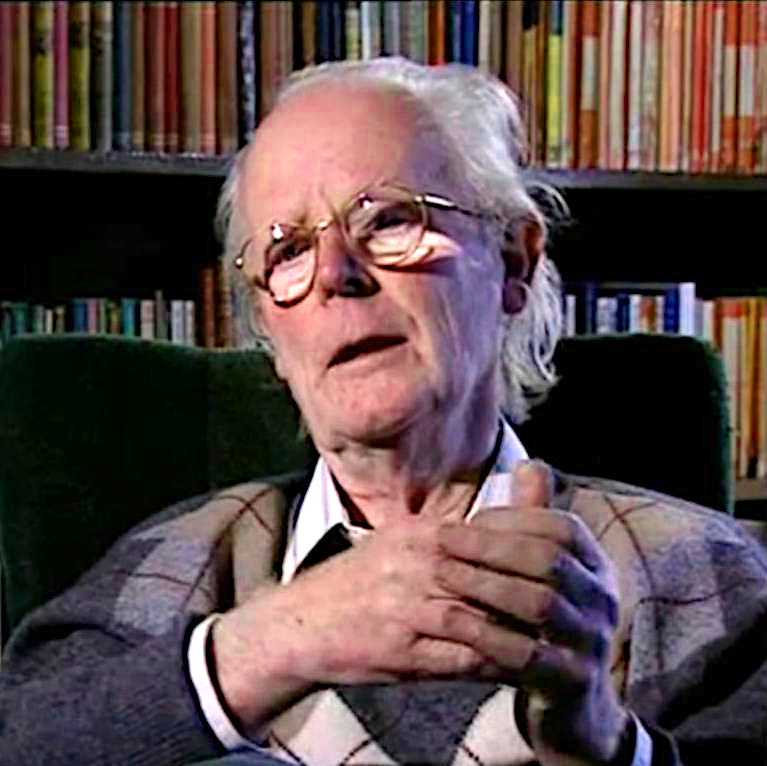

존 메이너드 스미스(John Maynard Smith, 1920년 1월 6일 ~ 2004년 4월 19일)는 영국의 이론진화생물학자이자 유전학자이다. 제2차 세계 대전 때 항공 엔지니어로 일했으나 이후 J. B. S. 홀데인에게 배워 유전학자가 되었다. 메이너드 스미스는 진화의 여러 주제에 게임 이론을 적용시키는 데 중요한 역할을 했다.

### 내용주
1. ↑  "스미스"가 아니고 "메이너드 스미스"가 성이다.

### 참조주
1. ↑  Charlesworth, B.; Harvey, P. (2005). “John Maynard Smith. 6 January 1920 - 19 April 2004: Elected F.R.S. 1977”. 《Biographical Memoirs of Fellows of the Royal Society》 51 (3): 253–265. doi:10.1098/rsbm.2005.0016. PMC 1448785. PMID 15579672.